# Гиродактилюс
Гирода́ктилюс (лат. Gyrodactylus) — род паразитических плоских червей из класса моногенетических сосальщиков (Monogenea). К роду относят свыше 500 видов.

## Образ жизни
Один из представителей данного рода — Gyrodactylus elegans, плоский червь длиной 0,5 мм. Паразитирует на коже, плавниках, жабрах многих пресноводных рыб; особенно страдают от него молодые рыбы. Иногда наносит заметный вред рыбному прудовому хозяйству.

## Размножение и развитие
Живородящие организмы с прямым развитием (стадия онкомирацидия отсутствует). В результате перекрёстного оплодотворения в матке взрослой особи начинает развитие один зародыш, который ещё до рождения приступает к размножению путем партеногенеза. В половой системе одного гиродактилюса могут таким образом одновременно развиваться до 4 поколений (4 вложенных особи).